# クロアシカコミスル

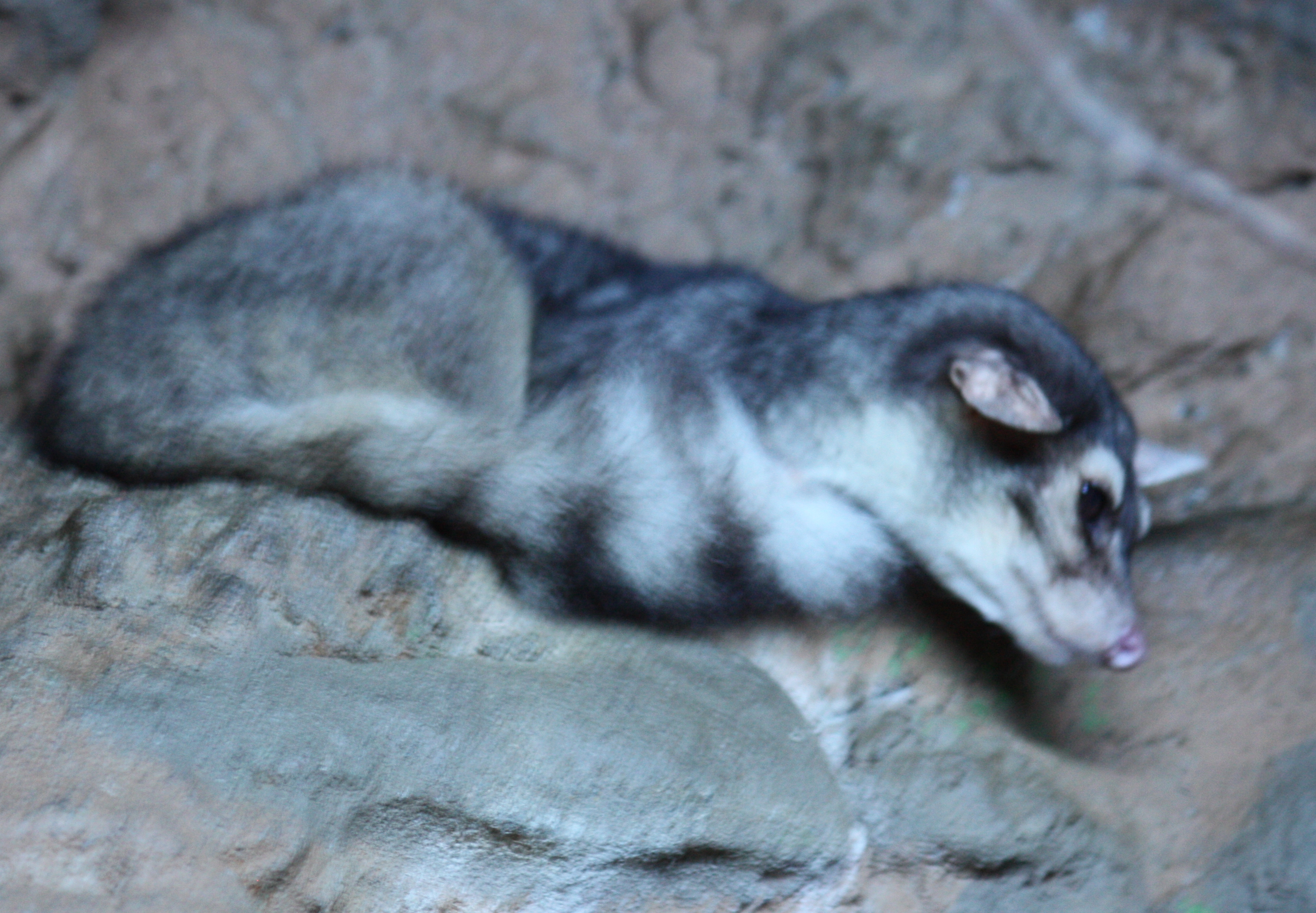

クロアシカコミスル(Cacomistle)は、夜行性、樹上性、雑食のアライグマ科の動物である。生息場所として湿度の高い熱帯の常緑樹の森林や山の森林を好むが、季節的により乾燥した落葉樹林に住むこともある。
メキシコ南部からパナマ西部にかけてが生息域であるが、一般的な種ではない。特にコスタリカでは、生息域は非常に小さなエリアに限られる。生息域が森林に限られているため、森林破壊の影響を受けやすい。
英名のcacomistleは、ナワトル語で「半分の猫」または「半分の山ライオン」を意味するtlahcomiztliという言葉に由来する。メキシコ北部やアメリカ合衆国南西部の乾燥地帯に住む類似の種であるカコミスル(Bassariscus astutus)のことを指すこともある。

## 分類
アライグマやハナグマ等の他の小型雑食性の動物も含むアライグマ科に属する。カコミスル属の現存種は、クロアシカコミスルと近縁種であるカコミスルだけである。以下の5つの亜種が知られている。
- Bassariscus sumichrasti variabilis
- Bassariscus sumichrasti sumichrasti
- Bassariscus sumichrasti oaxacensis
- Bassariscus sumichrasti notinus
- Bassariscus sumichrasti latrans

## 記載
体長は38-47cmで、尾の長さも39-53cmと同程度である。オスはメスより大きいことが多いが、体重はどちらも同じくらいで、1-1.5kg程度である。暗い茶色や灰色の毛皮を持ち、黒色と白色の縞模様の尾と対照的になっている。尾の縞模様は、体の後端で最もはっきりしており、尾の先端は黒色一色になっている。外見はカコミスルと似ているためしばしば混同されるが、引っ込められる爪を持たない点が異なる。

## 分布と生息域
北アメリカ及び中央アメリカのメキシコ南部からパナマの熱帯林に住む。基本的に単独行動を行い、行動圏は少なくとも20ヘクタールである。通常は樹冠の中ほどから上の方で見られる。広い生息域の中で様々な生態系を利用して生息している。メキシコでは、オーク林、二次林、生い茂った牧草地等は避ける傾向があるが、コスタリカではこのような生息地を好む様子が見える。

## 食料
食糧事情が様々な場所で生息できるため、食性は特化しないゼネラリストであると考えられている。主に果物、昆虫、小さな爬虫類、両生類、ネズミ等の脊椎動物を食べるが、何を食べるかは各個体が住む場所に依存する。生息域の南端では、パイナップル科の植物は水や昆虫、高いところに住む小動物を自然に集めてくれるため、良い食料貯蔵庫となっている。

## 生殖
繁殖期にのみ他の個体と接触する。メスは1日だけオスのアプローチを受け入れる。交尾の後、メスの妊娠期間は約2か月で、1匹の子供を産む。子供は3か月で乳離れした後、母親から狩りや生き残るための技術を教わり、自身の縄張りを持つために旅立つ。